# Vreekwijk
Vreekwijk, op sommige kaarten ook wel abusievelijk als Vreewijk geschreven, is een buurtschap in de gemeente Deurne, in de Nederlandse provincie Noord-Brabant.

## Ligging en oudste geschiedenis
De buurtschap Vreekwijk is gelegen aan de zuidzijde van de aaneengesloten Deurnese akker, waaromheen onder meer ook de buurtschappen Derp, Veldheuvel, Breemortel, Zeilberg en Haageind en de kom van het dorp Deurne lagen. Aan de oostzijde sloot de akker aan op de Heiakker, een tweede akkercomplex.
Vreekwijk wordt gekenmerkt door de ligging aan een voorname noord-zuidroute, namelijk de weg van 's-Hertogenbosch langs een zijbreuk van de Peelrandbreuk en via Meijel naar Keulen. Deze weg markeert dan ook niet alleen de westzijde van het middeleeuwse akkercomplex, maar tevens een zijbreuk van deze geologische breuklijn.
De oudste vermelding van de naam dateert uit 1271, zij het in de vorm van een persoonsnaam. In Vreekwijk werden op 17 maart de bestuurders van Deurne gekozen. Vermoed wordt wel, dat dit ritueel een overblijfsel van een Germaans lokaal bestuurssysteem is.

## Wegenpatroon
De noord-zuidroute via het voormalige Oude Stappad en de Oude Vreewijkseweg (bij de latere officiële vaststelling van de straatnaam is voor een niet-historisch verantwoorde spelling gekozen) wordt bij de buurtschap nog altijd onderbroken door een driehoekig open terrein met een drinkpoel. In Drenthe zouden we dit wel brink noemen, doch de gebruikelijke Brabantse term is heuvel of plaetse. Geen van deze twee termen is echter bekend uit Vreekwijk; het terrein is hier naamloos gebleven.
De weg van het open terrein tot de Vreekwijkse Loop kreeg de naam Oude Vreekwijkse weg (later verviel dus de -k-), terwijl het parallelle deel van de huidige Liesselseweg de naam Vreekwijkse weg droeg. Ook de woningen langs de Liesselseweg werden wel tot Vreekwijk gerekend. De sportvereniging Racing Boys kan daarmee als een Vreekwijkse vereniging worden gezien.

## Naoorlogse ontwikkelingen
In de tweede helft van de 20e eeuw veranderde het karakter van Vreekwijk ingrijpend. Men zag het bedrijventerrein Leemskuilen naderen, het Oude Stappad opslokkend. Ook de verbinding naar de akker aan de oostzijde, de Lijkweg, werd door de aanleg van bedrijventerrein de Kranenmortel verstoord. De akker ten noorden van de buurtschap werd afgegraven en volgebouwd zonder archeologisch onderzoek, zodat mogelijke resten van een volmiddeleeuwse of oudere voorganger van de buurtschap, die aldaar zeker te verwachten waren, als verloren moeten worden beschouwd.
Een ruilverkaveling werd doorgevoerd, waarbij de Engstraat werd weggeploegd en enkele bolle akkers werden vlakgeschoven. Aan het einde van die eeuw was de agrarische bewoning vrijwel volledig verdwenen, en werden enkele boerderijen onherkenbaar verbouwd tot burgerwoningen. Momenteel is de aanleg van een zuidelijke rondweg rond Deurne de voornaamste bedreiging voor Vreekwijk en zijn omgeving.

## De naam Vreekwijk
De naam Vreekwijk werd door Hendrik Ouwerling verklaard als Vredewijk, en moet volgens hem dus feitelijk Vreewijk zijn geweest (vree is een korte vorm van vrede, zoals veer naast veder en moer naast moeder bestaat). Naamkundig is dit echter uiterst twijfelachtig, omdat in de meeste vormen de k-klank aan het einde van de eerste lettergreep vrijwel altijd voorkomt: Vrekewijc (1387), Vreqvick (1418), Vreckwijck (1498), Vreyckwijck (1530), ten Vreck (1621), Wreeckwijck (1659), de Vrecksenacker (1694), Vrekweijk (1796), Vrekweijk (1841). Ouwerling heeft het dus vermoedelijk niet bij het rechte eind gehad.
Dorpen: Deurne · Helenaveen · Liessel · Neerkant · Vlierden · Walsberg

Buurtschappen: Baarschot · Belgeren · Bleijs · Breemortel · Groote Bottel · Kleine Bottel · Groot Bruggen · Klein Bruggen · Derp · Donschot · Haageind · Halte · Hanenberg · Heieind · Heimolen · Heitrak · Kerkeind · Kranenmortel · Kulert · Leensel · Luttel Meijel · Merlenberg · Molenhof · Pannenschop · Ruth · Schans · Schelm · Sloot · Veldheuvel · Vloeieind · De Voorstad · Voorste Beerdonk · Voort · Vreekwijk

Noord-Brabant: Steden en dorpen      Nederland: Provincies · Gemeenten